# Neushoornagamen
Neushoornagamen (Ceratophora) zijn een geslacht van hagedissen uit de familie agamen (Agamidae).

## Naam en indeling
De wetenschappelijke naam van de groep werd voor het eerst voorgesteld door John Edward Gray in 1834. Er zijn vijf soorten, twee soorten zijn vrij recentelijk in 1998 voor het eerst beschreven; Ceratophora erdeleni en Ceratophora karu.

## Uiterlijke kenmerken
Neushoornagamen danken hun naam aan de hoornachtige punt aan de snuit. Veel soorten worden voornamelijk onderscheiden door de vorm van deze 'hoorn'. Het uitsteeksel is bij de mannetjes aanmerkelijk langer in vergelijking met de vrouwtjes. Een opvallende verschijning is Ceratophora stoddartii met zijn witte keel en neuspunt.

## Verspreiding en habitat
De verschillende soorten leven in Azië en komen endemisch voor op het ten zuiden van India gelegen eiland Sri Lanka.
Neushoornagamen komen voor in begroeide, vochtige gebieden zoals tropische en subtropische bossen.

## Beschermingsstatus
Door de internationale natuurbeschermingsorganisatie IUCN is aan twee soorten een beschermingsstatus toegewezen. Ceratophora aspera wordt als 'kwetsbaar' (Vulnerable of VU) gezien en Ceratophora tennentii als 'bedreigd' (Endangered of EN).

## Soorten
Het geslacht omvat de volgende soorten, met de auteur en het verspreidingsgebied.
| Naam                   | Auteur                                  | Verspreidingsgebied |
| ---------------------- | --------------------------------------- | ------------------- |
| Ceratophora aspera     | Günther, 1864                           | Sri Lanka           |
| Ceratophora erdeleni   | Pethiyagoda & Manamendra-Arachchi, 1998 | Sri Lanka           |
| Ceratophora karu       | Pethiyagoda & Manamendra-Arachchi, 1998 | Sri Lanka           |
| Ceratophora stoddartii | Gray, 1834                              | Sri Lanka           |
| Ceratophora tennentii  | Günther, 1861                           | Sri Lanka           |